# アイドルみたいに歌わせて
「アイドルみたいに歌わせて」（アイドルみたいにうたわせて）は、2010年4月21日にリリースされた矢島美容室 feat. プリンセス・セイコのシングル。矢島美容室と松田聖子のコラボレーションシングル（矢島美容室として5枚目、松田聖子として通算74枚目のシングル）。発売元はavex trax。

## 解説
映画『矢島美容室 THE MOVIE 〜夢をつかまネバダ〜』の主題歌。「プリンセス・セイコ」はこの映画に特別出演する松田聖子の役名。
2010年4月14日、着うた配信を開始。ミュージックビデオの監督は、過去に浜崎あゆみに携わっていた石井貴英。

## 収録曲

### CD-DA
1. アイドルみたいに歌わせて [4:39]
作詞：エンドウサツヲ、作曲：DJ OZMA、編曲：武部聡志
  - 松竹配給映画『矢島美容室 THE MOVIE 〜夢をつかまネバダ〜』主題歌
2. アイドルみたいに歌わせて （KARAOKE） [4:39]
3. アイドルみたいに歌わせて （プリンセス・セイコで歌おう! ver.） [4:39]
4. アイドルみたいに歌わせて （マーガレットで歌おう! ver.） [4:39]
5. アイドルみたいに歌わせて （ストロベリーで歌おう! ver.） [4:39]
6. アイドルみたいに歌わせて （ナオミで歌おう! ver.） [4:39]
7. アイドルみたいに歌わせて （矢島美容室で歌おう! ver.） [4:38]

### DVD
1. アイドルみたいに歌わせて（MUSIC VIDEO）

## 収録アルバム
| 収録アルバム                         | 発売日        | 規格品番   |
| ------------------------------------ | ------------- | ---------- |
| 『矢島美容室 THE MOVIE MUSIC ALBUM』 | 2010年4月28日 | AVCD-38101 |